# Mont-Saint-Remy
Mont-Saint-Remy är en kommun i departementet Ardennes i regionen Grand Est (tidigare regionen Champagne-Ardenne) i nordöstra Frankrike. Kommunen ligger  i kantonen Machault som ligger i arrondissementet Vouziers. År 2022 hade Mont-Saint-Remy 53 invånare.

## Befolkningsutveckling
Antalet invånare i kommunen Mont-Saint-Remy
Referens: INSEE